# Ron Greenwood
Ronald Greenwood – detto Ron – (Worsthorne, 11 novembre 1921 – Sudbury, 8 febbraio 2006) è stato un calciatore e allenatore di calcio inglese.
Fu iniziato in Massoneria nella Lodge of Proven Fellowship di Londra nel 1956.

## Carriera

### Giocatore
Da giocatore ha militato nel Chelsea, nel Bradford, nel Brentford e nel Fulham tra il 1940 e il 1956.

### Allenatore
Da allenatore ha allenato dal 1961 al 1974 il West Ham, vincendo la Coppa delle Coppe nel 1965 ed è stato Selezionatore dell'Inghilterra dal 1977 al 1982, riuscendo a far qualificare la Nazionale inglese alle fasi finali dell'Europeo 1980 e del Mondiale 1982 dopo che i britannici avevano saltato le ultime edizioni dei due tornei. Entrambe le esperienze alle fasi finali si concludono con l'eliminazione al primo turno ad Euro 1980 e l'eliminazione al secondo turno a Spagna 1982).

## Statistiche

### Statistiche da allenatore
| Stagione        | Squadra         | Campionato      | Campionato | Campionato | Campionato | Campionato | Coppe nazionali | Coppe nazionali | Coppe nazionali | Coppe nazionali | Coppe nazionali | Coppe continentali | Coppe continentali | Coppe continentali | Coppe continentali | Coppe continentali | Altre coppe | Altre coppe | Altre coppe | Altre coppe | Altre coppe | Totale | Totale | Totale | Totale | % Vittorie | Piazzamento |
| Stagione        | Squadra         | Comp            | G          | V          | N          | P          | Comp            | G               | V               | N               | P               | Comp               | G                  | V                  | N                  | P                  | Comp        | G           | V           | N           | P           | G      | V      | N      | P      | %          | Piazzamento |
| --------------- | --------------- | --------------- | ---------- | ---------- | ---------- | ---------- | --------------- | --------------- | --------------- | --------------- | --------------- | ------------------ | ------------------ | ------------------ | ------------------ | ------------------ | ----------- | ----------- | ----------- | ----------- | ----------- | ------ | ------ | ------ | ------ | ---------- | ----------- |
| apr.-giu. 1961  | West Ham Utd    | FD              | 7          | 0          | 5          | 2          | FACup+CdL       | -               | -               | -               | -               | -                  | -                  | -                  | -                  | -                  | -           | -           | -           | -           | -           | 7      | 0      | 5      | 2      | &0,00      | Sub. 16º    |
| 1961-1962       | West Ham Utd    | FD              | 42         | 17         | 10         | 15         | FACup+CdL       | 1+2             | 0+1             | 0+0             | 1+1             | -                  | -                  | -                  | -                  | -                  | -           | -           | -           | -           | -           | 45     | 18     | 10     | 17     | 40,00      | 8º          |
| 1962-1963       | West Ham Utd    | FD              | 42         | 14         | 12         | 16         | FACup+CdL       | 5+2             | 3+1             | 1+0             | 1+1             | -                  | -                  | -                  | -                  | -                  | -           | -           | -           | -           | -           | 49     | 18     | 13     | 18     | 36,73      | 12º         |
| 1963-1964       | West Ham Utd    | FD              | 42         | 14         | 12         | 16         | FACup+CdL       | 7+7             | 6+4             | 1+1             | 0+2             | -                  | -                  | -                  | -                  | -                  | -           | -           | -           | -           | -           | 56     | 24     | 14     | 18     | 42,86      | 14º         |
| 1964-1965       | West Ham Utd    | FD              | 42         | 19         | 4          | 19         | FACup+CdL       | 2+1             | 1+0             | 0+0             | 1+1             | CdC                | 9                  | 6                  | 2                  | 1                  | CS          | 1           | 0           | 1           | 0           | 55     | 26     | 7      | 22     | 47,27      | 9º          |
| 1965-1966       | West Ham Utd    | FD              | 42         | 15         | 9          | 18         | FACup+CdL       | 4+10            | 1+7             | 2+2             | 1+1             | CdC                | 6                  | 2                  | 2                  | 2                  | -           | -           | -           | -           | -           | 62     | 25     | 15     | 22     | 40,32      | 12º         |
| 1966-1967       | West Ham Utd    | FD              | 42         | 14         | 8          | 20         | FACup+CdL       | 2+6             | 0+4             | 1+1             | 1+1             | -                  | -                  | -                  | -                  | -                  | -           | -           | -           | -           | -           | 50     | 18     | 10     | 22     | 36,00      | 16º         |
| 1967-1968       | West Ham Utd    | FD              | 42         | 14         | 10         | 18         | FACup+CdL       | 3+3             | 2+2             | 0+0             | 1+1             | -                  | -                  | -                  | -                  | -                  | -           | -           | -           | -           | -           | 48     | 18     | 10     | 20     | 37,50      | 12º         |
| 1968-1969       | West Ham Utd    | FD              | 42         | 13         | 18         | 11         | FACup+CdL       | 3+3             | 2+1             | 0+1             | 1+1             | -                  | -                  | -                  | -                  | -                  | -           | -           | -           | -           | -           | 48     | 16     | 19     | 13     | 33,33      | 8º          |
| 1969-1970       | West Ham Utd    | FD              | 42         | 12         | 12         | 18         | FACup+CdL       | 1+2             | 0+1             | 0+0             | 1+1             | -                  | -                  | -                  | -                  | -                  | -           | -           | -           | -           | -           | 45     | 13     | 12     | 20     | 28,89      | 17º         |
| 1970-1971       | West Ham Utd    | FD              | 42         | 10         | 14         | 18         | FACup+CdL       | 1+2             | 0+1             | 0+0             | 1+1             | -                  | -                  | -                  | -                  | -                  | -           | -           | -           | -           | -           | 45     | 11     | 14     | 20     | 24,44      | 20º         |
| 1971-1972       | West Ham Utd    | FD              | 42         | 12         | 12         | 18         | FACup+CdL       | 4+10            | 2+5             | 1+3             | 1+2             | -                  | -                  | -                  | -                  | -                  | -           | -           | -           | -           | -           | 56     | 19     | 16     | 21     | 33,93      | 14º         |
| 1972-1973       | West Ham Utd    | FD              | 42         | 17         | 12         | 13         | FACup+CdL       | 2+2             | 1+1             | 0+0             | 1+1             | -                  | -                  | -                  | -                  | -                  | -           | -           | -           | -           | -           | 46     | 19     | 12     | 15     | 41,30      | 6º          |
| 1973-1974       | West Ham Utd    | FD              | 42         | 11         | 15         | 16         | FACup+CdL       | 2+2             | 0+0             | 1+1             | 1+1             | -                  | -                  | -                  | -                  | -                  | -           | -           | -           | -           | -           | 46     | 11     | 17     | 18     | 23,91      | 18º         |
| Totale carriera | Totale carriera | Totale carriera | 553        | 182        | 153        | 218        |                 | 89              | 46              | 16              | 27              |                    | 15                 | 8                  | 4                  | 3                  |             | 1           | 0           | 1           | 0           | 658    | 236    | 174    | 248    | 35,87      |             |

### Nazionale Inglese
| Squadra     | Naz                    | dal            | al            | Record | Record | Record | Record     | Record | Record | Record | Record |
| G           | V                      | N              | P             | GF     | GS     | DR     | % Vittorie |        |        |        |        |
| ----------- | ---------------------- | -------------- | ------------- | ------ | ------ | ------ | ---------- | ------ | ------ | ------ | ------ |
| Inghilterra | Inghilterra (bandiera) | 17 agosto 1977 | 5 luglio 1982 | 55     | 33     | 12     | 10         | -      | -      | —      | 60,00  |

## Palmarès

### Giocatore
- Campionato inglese: 1

Chelsea: 1954-1955

### Allenatore
- Coppa d'Inghilterra: 1

West Ham: 1963-1964
- Charity Shield: 1

West Ham: 1964
- Coppa delle Coppe: 1

West Ham: 1964-1965